# 1932-es magyar atlétikai bajnokság
Az 1932-es magyar atlétikai bajnokság, a 37. magyar bajnokság volt. Ebben az évben rendeztek először női bajnoki számokat, négy egyéni és egy váltószámban.
- 1932. március 20., Kőbánya: mezei futás
- 1932. június 8—9. BBTE pálya: tízpróba
- 1932. június 18—19. BSzKRT pálya: női számok
- 1932. június 29. és július 3. BSzKRT pálya: férfi egyéni számok
- 1932. október 2., Budapest, Fehérvári országút: maraton
- 1932. szeptember 25. BSzKRT pálya: váltószámok

## Eredmények

### Férfiak
| Versenyszám        | Arany                                                                     | Arany     | Ezüst                                      | Ezüst     | Bronz                                           | Bronz     |
| ------------------ | ------------------------------------------------------------------------- | --------- | ------------------------------------------ | --------- | ----------------------------------------------- | --------- |
| 100 m              | Gerő Gábor MTK                                                            | 11,0      | Sír József BBTE                            | 11,1      | Raggambi István BBTE                            | 11,1      |
| 200 m              | Raggambi István BBTE                                                      | 21,8      | Gerő Gábor MTK                             | 21,8      | Paku Ernő Testnevelési Főiskola                 | 21,9      |
| 400 m              | Zsitvay Zoltán BBTE                                                       | 50,6      | Lázár László KEAC                          | 51,0      | Szabó József Újpesti TE                         | 52,2      |
| 800 m              | Zsitvay Zoltán BBTE                                                       | 1:57,2    | Lázár László KEAC                          | 1:57,4    | Szabó Miklós MAC                                | 1:58,4    |
| 1500 m             | Szabó Miklós MAC                                                          | 4:06,2    | Gömöri Elemér BEAC                         | 4:07,4    | Sárvári Rezső Újpesti TE                        | 4:09,2    |
| 5000 m             | Szilágyi Jenő MTK                                                         | 15:34,2   | Szerb Elek MAC                             | 15:40,0   | Simon István MTK                                | 15:42,4   |
| 10 000 m           | Szilágyi Jenő MTK                                                         | 32:59,0   | Hevele Ferenc SoAC                         | 33:27,4   | Hermann F. Törekvés                             | 33:39,0   |
| 110 m gát          | Boross József KEAC                                                        | 15,4      | Kovács József BBTE                         | 15,5      | Kálmán János SzSE                               | 16,0      |
| 200 m gát          | Kovács József BBTE                                                        | 25,0      | Boross József KEAC                         | 25,2      | Kovácsy Gyula BBTE                              | 26,2      |
| 400 m gát          | Nagy Géza MAC                                                             | 55,8      | Kovácsy Gyula BBTE                         | 57,0      | Jávor István MTK                                | 26,4      |
| magasugrás         | Késmárki Kornél BBTE                                                      | 188 cm    | Bodosi Mihály PEAC                         | 185 cm    | Orbán Ferenc BBTE                               | 185 cm    |
| távolugrás         | Szabó József Újpesti TE                                                   | 736 cm    | Balogh Lajos MAFC                          | 717 cm    | Megyeri Jenő PEAC                               | 707 cm    |
| hármasugrás        | Bácsalmási Péter Testnevelési Főiskola                                    | 14,54 m   | Fekete Imre Újpesti TE                     | 14,20 m   | Farkas Mátyás MAC                               | 14,02 m   |
| rúdugrás           | Karlovits János MAC                                                       | 370 cm    | Bácsalmási Péter Testnevelési Főiskola     | 370 cm    | Hadházy Dezső DEAC                              | 350 cm    |
| súlylökés          | Darányi József MAC                                                        | 14,69 m   | Csányi Zoltán Testnevelési Főiskola        | 13,82 m   | Kiss János MOTE                                 | 13,79 m   |
| diszkoszvetés      | Remetz József RAC                                                         | 48,71 m   | Madarász Endre MTK                         | 48,31 m   | Bácsalmási Péter Testnevelési Főiskola          | 45,09 m   |
| gerelyhajítás      | Várszegi József Testnevelési Főiskola                                     | 63,04 m   | Szepes Béla MAC                            | 57,80 m   | Boross Dezső Testnevelési Főiskola              | 55,68 m   |
| tízpróba           | Bácsalmási Péter Testnevelési Főiskola                                    | 7842,41   | Farkas Pál Testnevelési Főiskola           | 6348,61   | Halmai Ferenc Testnevelési Főiskola             | 5821,46   |
| maraton            | Galambos József ESC                                                       | 2:43:22,6 | Gyetvay József SzMTE                       | 2:57:21,0 | Zelenka István SBTC                             | 2:57:32,0 |
| mezei futás        | Kelen János Vasas                                                         | 33:09,4   | Szilágyi Jenő MTK                          | 33:13,4   | Fodor József MVSC                               | 33:40,0   |
| 4 × 100 m          | BBTE Kovácsy Gyula Barsi László Szalay Jenő Zsitvai Zoltán                | 43,7      | Ferencvárosi TC Hermann Havas Kovács Hajdú | 44,6      | Testnevelési Főiskola Hoits Rettegi Farkas Paku | 44,6      |
| 4 × 400 m          | BBTE Buchmann János Szalay Jenő Barsi László Kovácsy Gyula                | 3:26,2    | BBTE Szilassy Farkas Zsitvai Kovács        | 3:29,2    | BEAC Govrik Czakó Obitz Sárvári                 | 3:31,2    |
| 4 × 1500 m         | MAC Belloni Gyula Szerb Elek Bejczy Lajos Szabó Miklós                    | 16:57,8   | Újpesti TE Pálfy Sárosi Sárvári Görög      | 17:41,2   | MTK Askenázy Juhász Csasznik Végvári            | 17:43,4   |
| 5000 m csapat      | Magyar AC Szabó Miklós Szerb Elek Varjas László Adami Rezső Belloni Gyula | 56 pont   | BBTE Piros Verbőczi Gergely Kuzbel Kohanek | 72 pont   | ESC Eper Galambos Gégény Majorosi Hegedűs       | 79 pont   |
| mezei futás csapat | Magyar AC Cser Béla Szabó Miklós Varjas László Belloni Gyula Adami Rezső  | 55 pont   | MTK Szilágyi Jenő Simon Ács Tuza Ferihegyi | 68 pont   | ESC Galambos Gégény Majorosi Belházi Osuszth    | 87 pont   |

### Nők
| Versenyszám   | Arany                                                                          | Arany   | Ezüst                                     | Ezüst   | Bronz                                 | Bronz   |
| ------------- | ------------------------------------------------------------------------------ | ------- | ----------------------------------------- | ------- | ------------------------------------- | ------- |
| 100 m         | Widder Györgyi BTC                                                             | 13,2    | Deák Aranka MTE                           | 13,7    | Kresz Margit Testnevelési Főiskola    | 14,2    |
| magasugrás    | Kael Anna Testnevelési Főiskola                                                | 145 cm  | Vértessy Katalin Testnevelési Főiskola    | 145 cm  | Friedrich Ilona Testnevelési Főiskola | 135 cm  |
| távolugrás    | Kael Anna Testnevelési Főiskola                                                | 492 cm  | Genersich Gabriella Testnevelési Főiskola | 481 cm  | Deák Aranka MTE                       | 467 cm  |
| diszkoszvetés | Nadányi Ágnes Ferencvárosi TC                                                  | 33,95 m | Kael Anna Testnevelési Főiskola           | 29,34 m | Tichy Mária MTE                       | 25,59 m |
| 4 × 100 m     | Testnevelési Főiskola Kresz Margit Genersich Gabriella Csermák Teréz Kael Anna | 53,2    | MTE Dudás Soór Arnold Deák Aranka         | 54,2    | BEAC Molnár Unger Kronits Widder      | 56,2    |